# Triangle d’Al-Fashaga
Le triangle d’Al-Fashaga est une région frontalière  260 km² située entre l'Éthiopie et le Soudan, revendiquée par le Soudan au nom de la frontière tracée entre les deux États en 1902 (à l'époque où le Soudan est une colonie britannique), mais administrée par l'Éthiopie. Terre fertile, son contrôle est stratégique pour ces deux pays, l'Éthiopie dont la population à nourrir est très importante, et le Soudan dont la majeure partie du territoire est désertique. Celui-ci est divisé en deux zones : le « grand al-Fashaga » à l’est du triangle, le « petit al-Fasgaha » sur la pointe du triangle à l’ouest du territoire.

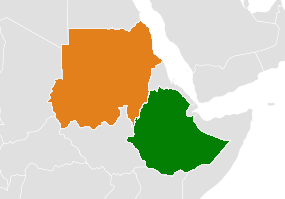
Localisation de l'Éthiopie (en vert) et du Soudan (en orange). Le triangle d’Al-Fashaga est situé au nord de cette ligne de frontière entre les deux pays.

En 1996, lors d'un accord entre le gouvernement soudanais d'Omar el-Béchir en laisse le contrôle à son homologue éthiopien Meles Zenawi pour empêcher son opposition d'y trouver un refuge, mais sans renoncer pour autant aux prétentions territoriales soudanaises. À la suite de cet accord, aucune ligne de démarcation entre les deux pays n’est clairement définie l’attribuant à l'un ou l'autre pays, et des agriculteurs éthiopiens s'installent dans cette zone sous la protection de milices. Des exploitants soudanais restent pour administrer de grandes parcelles et embauche des ouvriers agricoles éthiopiens, jusqu'à 600.000 pendant la saison des pluies.
En décembre 2020, profitant de la mobilisation de l'armée éthiopienne dans le nord du pays dans le contexte de la guerre du Tigré, l'armée soudanaise lance une offensive pour tenter de reconquérir cette zone, provoquant les affrontements soudano-éthiopiens de 2020-2021. Quelques semaines plus tard, le Soudan revendique la victoire et la reprise du triangle d’Al-Fashaga, mais des combats entre milices et pillages se poursuivent et l'insécurité y reste élevée.